# Aire urbaine de Tergnier
L'aire urbaine de Tergnier est une aire urbaine française, constituée autour de l'agglomération de Tergnier.
Ses limites n'ont pas été redéfinies en 2010 et conserve son zonage défini en 1999 par Insee. Elle comprend sept communes, correspondant à l'unité urbaine de Tergnier et compte 21 859 habitants en 2022.
En 2020, l'Insee définit un nouveau zonage d'étude : les aires d'attraction des villes. L'aire d'attraction de Tergnier remplace désormais son aire urbaine, avec un périmètre différent.

## Caractéristiques
D'après la définition qu'en donne l'Institut national de la statistique et des études économiques (INSEE), l'aire urbaine de Tergnier constitue une « moyenne aire », c'est-à-dire « un ensemble de communes, d'un seul tenant et sans enclave, constitué par un pôle (unité urbaine) de 5 000 à 10 000 emplois, et par des communes rurales ou unités urbaines dont au moins 40 % de la population résidente ayant un emploi travaille dans le pôle ou dans des communes attirées par celui-ci ».
D'après la délimitation de l'INSEE en 2010 et en 1999, l'aire urbaine est composé de 7 communes, toutes situées dans le département de l'Aisne.
Elle inclut uniquement l'unité urbaine de Tergnier. Elle comptait en 2022, 21 859 habitants pour 48,76 km2, soit une densité de 461 hab./km2. Elle est la 233e aire urbaine de France par rapport à 1999, où elle a été la 229e aire urbaine de France.
7 communes de l'aire urbaine sont des pôles urbains.
Le tableau suivant détaille la répartition de l'aire urbaine sur le département (les pourcentages s'entendent en proportion du département) :
| Département | Communes | Communes (%) | Superficie (km²) | Superficie (%) | Population (2014) | Population (%) |
| ----------- | -------- | ------------ | ---------------- | -------------- | ----------------- | -------------- |
| Aisne       | 7        | 0,9          | 48,76            | 0,7            | 24 017            | 4,2            |

## Les 7 communes de l’aire

### Caractéristique actuelle
Les 7 communes de l'aire urbaine de Tergnier et leur population municipale en 2022 :
| Code Insee | Nom      | Type        | Superficie (km2) | Population (hab.) | Densité (hab./km2) |
| ---------- | -------- | ----------- | ---------------- | ----------------- | ------------------ |
| 02016      | Andelain | Pôle urbain | 2,91             | 211               | 72,5               |
| 02059      | Beautor  | Pôle urbain | 7,44             | 2 625             | 352,8              |
| 02165      | Charmes  | Pôle urbain | 3,66             | 1 596             | 436,1              |
| 02212      | Condren  | Pôle urbain | 5,58             | 682               | 122,2              |
| 02260      | Danizy   | Pôle urbain | 4,49             | 624               | 139                |
| 02304      | La Fère  | Pôle urbain | 6,73             | 2 860             | 425                |
| 02738      | Tergnier | Pôle urbain | 17,95            | 13 261            | 738,8              |

### Caractéristique de 1999
La liste des communes ci-dessous comporte les caractéristiques de l'aire urbaine avec le recensement de 1999.
| Code INSEE | Commune  | Type        | Département | Superficie (km²) | Population (1999) | Densité (hab./km²) |
| ---------- | -------- | ----------- | ----------- | ---------------- | ----------------- | ------------------ |
| 02016      | Andelain | Pôle urbain | Aisne       | +0002,91         | +00 000159,       | +00054,64          |
| 02059      | Beautor  | Pôle urbain | Aisne       | +0007,44         | +0 0002 977,      | +00400,13          |
| 02165      | Charmes  | Pôle urbain | Aisne       | +0003,66         | +0 0001 749,      | +00477,87          |
| 02212      | Condren  | Pôle urbain | Aisne       | +0005,58         | +00 000686,       | +00122,94          |
| 02260      | Danizy   | Pôle urbain | Aisne       | +0004,49         | +00 000560,       | +00124,72          |
| 02304      | La Fère  | Pôle urbain | Aisne       | +0006,73         | +0 0002 817,      | +00418,57          |
| 02738      | Tergnier | Pôle urbain | Aisne       | +0017,95         | +00015 069,       | +00839,5           |
|            | Total    |             |             | +0048,76         | +00024 017,       | +00492,56          |

## Évolution démographique
| 1968   | 1975   | 1982   | 1990   | 1999   | 2010   | 2015   |
| ------ | ------ | ------ | ------ | ------ | ------ | ------ |
| 26 905 | 25 682 | 25 056 | 24 257 | 24 017 | 22 939 | 22 463 |